# Джиоев, Георгий Гурамович
Гео́ргий Гура́мович Джио́ев (род. 13 июня 1986, Цхинвали) — российский футболист, защитник. Мастер спорта России.

## Карьера

### Клубная

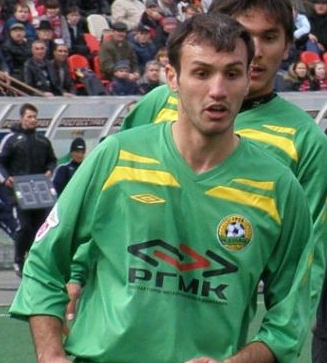
Георгий Джиоев в «Кубани»

Профессиональную карьеру начал в 2003 году в «Алании», в составе которой сыграл 43 матча и забил 7 мячей за дубль, за основной состав сыграл 2 матча: один в 1/16 финала Кубка России и один в 1/4 финала Кубка Премьер‑лиги. В 2006 году выступал за воронежский «Факел», сыграв 38 матчей и забив 1 гол. В начале 2007 года перешёл в «Кубань», после чего в июле был отдан в аренду в «Ростов», за который выступал до конца сезона, проведя за это время 3 матча за основной состав и 7 матчей за дубль. По истечении срока аренды вернулся в «Кубань», став серебряным призёром Первого дивизиона. В сезоне-2010 выступал в Премьер-лиге за «Томь». В 2011 году подписал контракт с «Жемчужиной-Сочи». 31 августа 2011, после снятия сочинской команды с первенства, перешёл в «Амкар». Единственный матч за «Амкар» провёл 1 октября в игре против нижегородской «Волги» (0:0). С июня 2013 года защищал цвета клуба «Луч-Энергия». В феврале 2015 года вернулся в «Томь», где завершил карьеру.

### Тренерская
В 2019—2023 годах — в тренерских штабах Спартака Гогниева в «Алании» и «Химках».

## Достижения
- Серебряный призёр Первого дивизиона: 2008
- Бронзовый призёр первенства ФНЛ: 2015/16
- Обладатель Кубка ФНЛ: 2014